# فرودگاه گرلوو

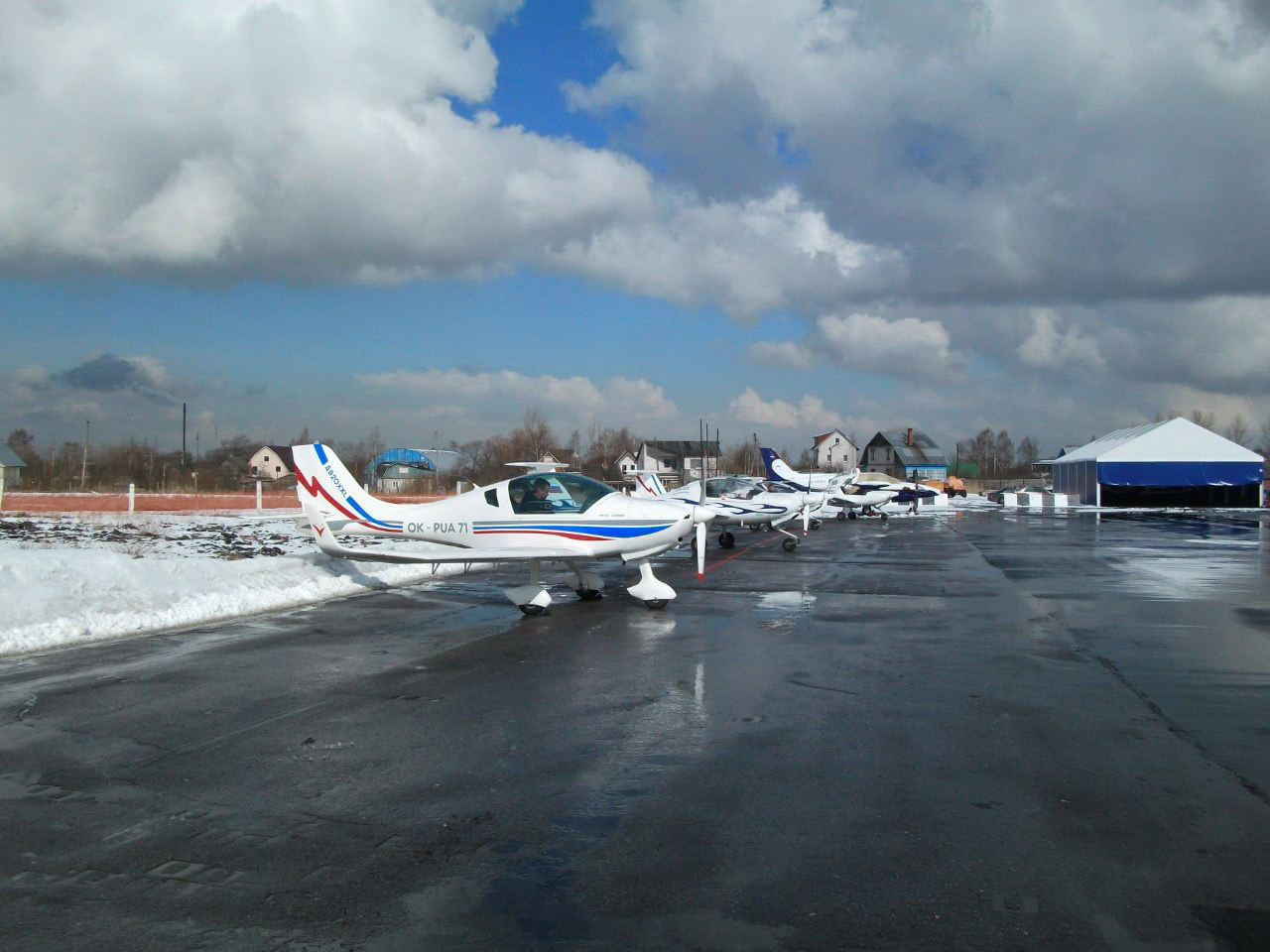
فرودگاه گرلوو واقع در سن پترزبورگ

فرودگاه گرلوو (به انگلیسی: Gorelovo (air base)) یک فرودگاه نظامی است که یک باند فرود بتن دارد و طول باند آن ۲۵۰۰ متر است. این فرودگاه در شهر سن پترزبورگ کشور روسیه قرار دارد و در ارتفاع ۴۷ متری از سطح دریا واقع شده‌است.